# Alicia M. Soderberg
Alicia Margarita Soderberg (1977-2025) fue una astrofísica estadounidense que fue profesora asistente en la Universidad de Harvard, y académica posdoctoral en el Centro de astrofísica Harvard–Smithsonian cuya investigación se centró en las supernovas.

## Biografía
Nacida en Boston, Soderberg se crio en Falmouth, Massachusetts, en Cabo Cod,donde asistió al Falmouth High School, y pasaba los veranos cerca de la Institución Oceanográfica de Woods Hole estudiando el efecto de la contaminación del agua en los estanques costeros. Atendió al Bates College, donde se graduó en 2000 con una doble licenciatura en Matemáticas y Física, y participó durante el verano en programas en el Centro de astrofísica Harvard–Smithsonian, el Observatorio Nacional de Kitt Peak en Arizona, el Observatorio Interamericano del Cerro Tololo en Chile, el Observatorio de Arecibo en Puerto Rico y en el Laboratorio Nacional de Los Álamos en Nuevo México. Consiguió su máster en Matemáticas Aplicadas en la Universidad de Cambridge. Obtuvo su Doctorado en Astrofísica en el Instituto de Tecnología de California bajo la supervisión de Shrinivas Kulkarni.
El 18 de febrero de 2006, Soderberg fue miembro de un grupo de investigadores que detectaron el brote de rayos gamma GRB 060218 localizado a 440 millones de años luz de distancia en la constelación Aries. Detectar la supernova asociada a SN2006aj proporcionó la mejor evidencia hasta la fecha que vinculaba las explosiones de rayos gamma y las supernovas.
Soderberg y sus colegas detectaron la supernova SN 2008D el 9 de enero de 2008, usando información del telescopio espacial de rayos X Swift de la NASA, de una estrella precursora en la galaxia espiral NGC 2770, a 88 millones de años luz de distancia. Alertaron a otros ocho observatorios en órbita y terrestres para registrar el evento. El equipo pudo encontrar la supernova en acción porque habían estado haciendo observaciones de NGC 2770 para observar la supernova SN 2007uy.
Recibió el premio Annie Jump Cannon de la  Sociedad Astronómica Estadounidense ( AAS ) en 2009
Falleció el 26 de enero de 2025 en el Hospital Cape Cod tras un repentino declive de su salud a los 47 años.